# 16 مايو
- السبت
- الأحد
- الاثنين
- الثلاثاء
- الأربعاء
- الخميس
- الجمعة

- 2628 شوال 1446  هـ
- 2729 شوال 1446  هـ
- 2830 شوال 1446  هـ
- 291 ذو القعدة 1446  هـ
- 302 ذو القعدة 1446  هـ
- 13 ذو القعدة 1446  هـ
- 24 ذو القعدة 1446  هـ
- 35 ذو القعدة 1446  هـ
- 46 ذو القعدة 1446  هـ
- 57 ذو القعدة 1446  هـ
- 68 ذو القعدة 1446  هـ
- 79 ذو القعدة 1446  هـ
- 810 ذو القعدة 1446  هـ
- 911 ذو القعدة 1446  هـ
- 1012 ذو القعدة 1446  هـ
- 1113 ذو القعدة 1446  هـ
- 1214 ذو القعدة 1446  هـ
- 1315 ذو القعدة 1446  هـ
- 1416 ذو القعدة 1446  هـ
- 1517 ذو القعدة 1446  هـ
- 1618 ذو القعدة 1446  هـ
- 1719 ذو القعدة 1446  هـ
- 1820 ذو القعدة 1446  هـ
- 1921 ذو القعدة 1446  هـ
- 2022 ذو القعدة 1446  هـ
- 2123 ذو القعدة 1446  هـ
- 2224 ذو القعدة 1446  هـ
- 2325 ذو القعدة 1446  هـ
- 2426 ذو القعدة 1446  هـ
- 2527 ذو القعدة 1446  هـ
- 2628 ذو القعدة 1446  هـ
- 2729 ذو القعدة 1446  هـ
- 281 ذو الحجة 1446  هـ
- 292 ذو الحجة 1446  هـ
- 303 ذو الحجة 1446  هـ
- 314 ذو الحجة 1446  هـ
- 15 ذو الحجة 1446  هـ
- 26 ذو الحجة 1446  هـ
- 37 ذو الحجة 1446  هـ
- 48 ذو الحجة 1446  هـ
- 59 ذو الحجة 1446  هـ
- 610 ذو الحجة 1446  هـ

16 مايو أو 16 أيَّار أو 16 مايس أو 16 نوَّار أو يوم 16 \ 5 (اليوم السادس عشر من الشهر الخامس) هو اليوم السادس والثلاثون بعد المئة (136) من السنوات البسيطة، أو اليوم السابع والثلاثون بعد المئة (137) من السنوات الكبيسة وفقًا للتقويم الميلادي الغربي (الغريغوري). يبقى بعده 229 يوما لانتهاء السنة.

## أحداث
- 1916 - إبرام اتفاقية سايكس بيكو بين فرنسا والمملكة المتحدة وذلك لتحديد مناطق النفوذ في غرب آسيا بعد تهاوي الدولة العثمانية.
- 1942 - الرئيس الأمريكي فرانكلين روزفلت يأمر الجنرال دوغلاس ماكارثر بالخروج من الفلبين إثر انهيار الدفاعات الأمريكية فيها.
- 1949 - حكومة حسني الزعيم تقر اتفاقية التابلاين، وبموجبها وافقت سوريا على مرور أنبوب لنقل النفط من حقول السعودية إلى ميناء صيدا اللبناني عبر أراضيها.
- 1964 - احتفالات بانتهاء العمل في المرحلة الأولى من السد العالي في مصر.
- 1975 - فريق تسلق نسائي ياباني ينجح بالوصول إلى قمة جبل إفرست ليكون أول فريق نسائي يصل إلى قمة الجبل.
- 1988 - عودة العلاقات الدبلوماسية بين الجزائر والمغرب بعد قطيعة دامت 12 سنة.
- 1989 - اغتيال مفتي الجمهورية اللبنانية الشيخ حسن خالد وذلك بتفجير سيارته.
- 1993 - انتخاب سليمان دميرل رئيسًا لتركيا.
- 1995 - اعتقال أساهارا شوكو من مجموعة أوم شنريكيو.
- 1999 - أمير دولة الكويت الشيخ جابر الأحمد الصباح يصدر مرسومًا أميريًا بإعطاء المرأة حق الترشيح والانتخاب في الكويت وذلك أثناء فترة حل مجلس الأمة والتحضير للانتخابات الجديدة، وقد أسقط مجلس الأمة هذا المرسوم بعد إجراء الانتخابات.
- 2002 - فوز النادي الأهلي على نادي الزمالك بنتيجة 6-1.
- 2003 - هجوم إرهابي على مدينة الدار البيضاء المغربية وهو ما عرف بـ«تفجيرات الدار البيضاء».
- 2006 - مجلس الأمة الكويتي يوافق على مشروع إعطاء حق الانتخاب والترشيح للمرأة الكويتية وذلك بموافقة 35 عضوًا من أصل الحضور الذي قدر عدده بـ59 عضو فيما رفضه 23 عضو وإمتنع عضو واحد عن التصويت.
- 2007 - الرئيس الفرنسي نيكولا ساركوزي يتسلم السلطة رسميًا.
- 2008 - أمير دولة قطر الشيخ حمد بن خليفة آل ثاني يفتتح مؤتمر الحوار اللبناني في الدوحة وذلك لحل الأزمة اللبنانية وذلك بحضور عدد من الزعماء اللبنانيين وبرعاية جامعة الدول العربية واللجنة الوزارية العربية المكلفه بحل الأزمة اللبنانية.
- 2009 -
  - الكويتيون يتوجهون لصناديق الإقتراع لاختيار ممثليهم في مجلس الأمة للمرة الثالثة عشر في تاريخ الكويت والثالثة خلال ثلاث سنوات.
  - الرئيس السريلانكي ماهيندا راجاباكشا يعلن النصر العسكري على نمور التاميل وذلك بعد 26 عامًا من الحرب الأهلية التي مزقت البلاد.
- 2014 - اندلاع اشتباكات في مدينة بنغازي بين قوات من الجيش الليبي بقيادة اللواء خليفة حفتر ومجموعات مناصرة لتنظيم أنصار الشريعة فيما عرف لاحقاً بعملية الكرامة.
- 2015 - محكمة مصرية تصدر حكما بالإعدام على محمد مرسي الرئيس المصري المعزول و150 شخصاً من أفراد جماعة الإخوان المسلمين.
- 2018 - الهيئة السعودية للرياضة توقف فهد المرداسي أحد حكام كأس العالم 2018 مدى الحياة، بعد اتهامه في قضية فساد.
- 2023 -
  - مقتل ما لا يقل عن 84 شخصًا، وإصابة 712، واعتبار أكثر من 100 في عداد المفقودين، جراء إعصار موكا الذي ضرب ميانمار وبنغلاديش وتسبب بأضرار قدرت بنحو 1.07 مليون دولار.
  - فوز تحالف الجمهور بقيادة حزب العدالة والتنمية بأغلبية 53.38 % في الانتخابات البرلمانية التركية، وبلغت نسبة المشاركة 87.05%.
- 2024 - انعقاد القمة العربية الثالثة والثلاثين في مملكة البحرين.

## مواليد
- 1845 - إيليا ميتشنيكوف، عالم أحياء دقيقة روسي حاصل على جائزة نوبل في الطب عام 1908.
- 1885 - منيرة المهدية، فنانة مصرية.
- 1898 - تمارا دي ليمبيكا، رَسامة بولندية أمريكية.
- 1900 - عامر السيد عثمان، شيخ عموم المقارئ المصرية.
- 1905 - هنري فوندا، ممثل أمريكي.
- 1907 - أنتونين بوتش لاعب كرة قدم تشيكوسلوفاكي.
- 1915 - ماريو مونيتشيلي، مخرج إيطالي.
- 1916 - إفرايم كاتسير، رئيس إسرائيل.
- 1917 - خوان رولفو، كاتب مكسيكي.
- 1923 - ميرتون ميلر، اقتصادي أمريكي حاصل على جائزة نوبل في العلوم الاقتصادية عام 1990.
- 1927 - نيلتون سانتوس، لاعب كرة قدم برازيلي.
- 1928 - أحمد العسال، عالم مسلم وداعية مصري.
- 1942 - ياسر العظمة، ممثل سوري.
- 1943 - ثراء دبسي، ممثلة سورية.
- 1944 - داني تريخو، ممثل أمريكي.
- 1945 -
  - جان جاسكو، عالم برديات فرنسي.
  - ماسيمو موراتي، رئيس نادي إنتر ميلان الإيطالي.
- 1950 -
  - جورج قرداحي، إعلامي لبناني.
  - يوهانس بيدنورتز، عالم فيزياء ألماني حاصل على جائزة نوبل في الفيزياء عام 1987.
- 1951 - إيمانويل تود، مؤلف فرنسي.
- 1953 - بيرس بروسنان، ممثل أمريكي.
- 1966 - جانيت جاكسون، مغنية أمريكية.
- 1968 - لوبوش ميخيل، حكم كرة قدم سلوفاكي.
- 1969 - ديفيد بوريناز، ممثل أمريكي.
- 1973 -
  - منى أبو سليمان، إعلامية سعودية.
  - كوسكي توريومي، ممثل أداء صوتي ياباني.
- 1978 - ليونيل سكالوني، لاعب كرة قدم أرجنتيني.
- 1980 - مايكل ألونزو، لاعب كرة قدم إسباني.
- 1983 -
  - نانسي عجرم، مغنية لبنانية.
  - رانيا أحمد، ممثلة سورية.
- 1985 - آنيا ميتاغ، لاعبة كرة قدم ألمانية.
- 1986 -
  - علي ناصر، لاعب كرة قدم قطري.
  - ميغان فوكس، ممثلة أمريكية.
  - أندي كيو، لاعب كرة قدم أيرلندي.

## وفيات
- 1703 - شارل بيرو، كاتب فرنسي.
- 1761 - عبد الله بن حسين السويدي، لغوي وكاتب عراقي.
- 1830 - جون باتيست جوزيف فورييه، عالم رياضيات وفيزياء فرنسي.
- 1911 - أحمد بسيسو، عالم مسلم ومتصوف فلسطيني عثماني.
- 1926 - محمد السادس، سلطان عثماني.
- 1947 - فريدريك هوبكنس، عالم كيمياء حيوية إنجليزي حاصل على جائزة نوبل في الطب عام 1929.
- 1988 - فواز الساجر، مخرج مسرحي سوري.
- 1989 - حسن خالد، مفتي الجمهورية اللبنانية.
- 1991 - مسعود جوني، شاعر وكاتب قصصي سوري.
- 2006 - عبد الله زكريا الأنصاري، أديب كويتي.
- 2007 - جوهر جاسباريان، مغنية أوبرا أرمنية مصرية.
- 2008 - هديل محمد الحضيف، مدونة وكاتبة وراوئية سعودية.
- 2021 - نادية العراقية، مُمثلة عراقية.
- 2024 - باري كيمب، عالم مصريات بريطاني.

## أعياد ومناسبات
- يوم المُعلم في ماليزيا.
- اليوم الدولي للضوء.

## وصلات خارجية
- وكالة الأنباء القطريَّة: حدث في مثل هذا اليوم.
- النيويورك تايمز: حدث في مثل هذا اليوم.
- BBC: حدث في مثل هذا اليوم.